# Recologne-lès-Rioz
Recologne-lès-Rioz település Franciaországban, Haute-Saône megyében. Lakosainak száma 270 fő (2022. január 1.). Recologne-lès-Rioz Maizières, Fondremand, Fretigney-et-Velloreille és Villers-Bouton községekkel határos.

## Népesség
A település népessége az elmúlt években az alábbi módon változott:
| Lakosok száma | 247  | 250  | 252  | 249  | 249  | 253  | 251  | 253  | 270  |
|               | 2013 | 2015 | 2016 | 2017 | 2018 | 2019 | 2020 | 2021 | 2022 |